# Pinzandarán
Pinzandarán är en ort i Mexiko.   Den ligger i kommunen Arteaga och delstaten Michoacán de Ocampo, i den södra delen av landet, 300 km väster om huvudstaden Mexico City. Pinzandarán ligger 194 meter över havet och antalet invånare är 270. Den ligger vid sjön Presa Adolfo López Mateos.
Terrängen runt Pinzandarán är huvudsakligen kuperad. Pinzandarán ligger nere i en dal. Runt Pinzandarán är det mycket glesbefolkat, med 6 invånare per kvadratkilometer. Närmaste större samhälle är Infiernillo, 12,7 km söder om Pinzandarán. I omgivningarna runt Pinzandarán växer huvudsakligen savannskog.